# マックマフィン

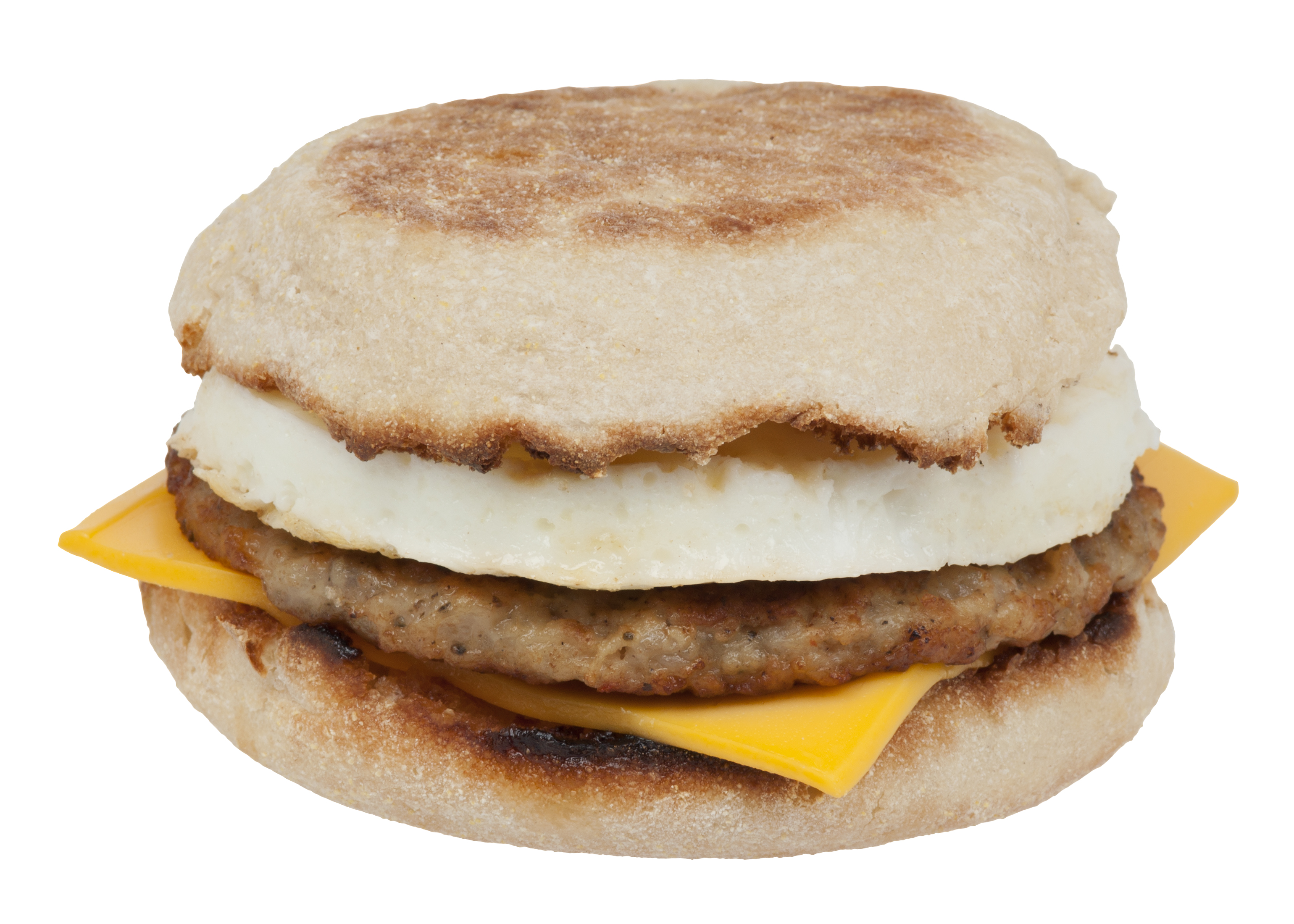
ソーセージエッグマフィン

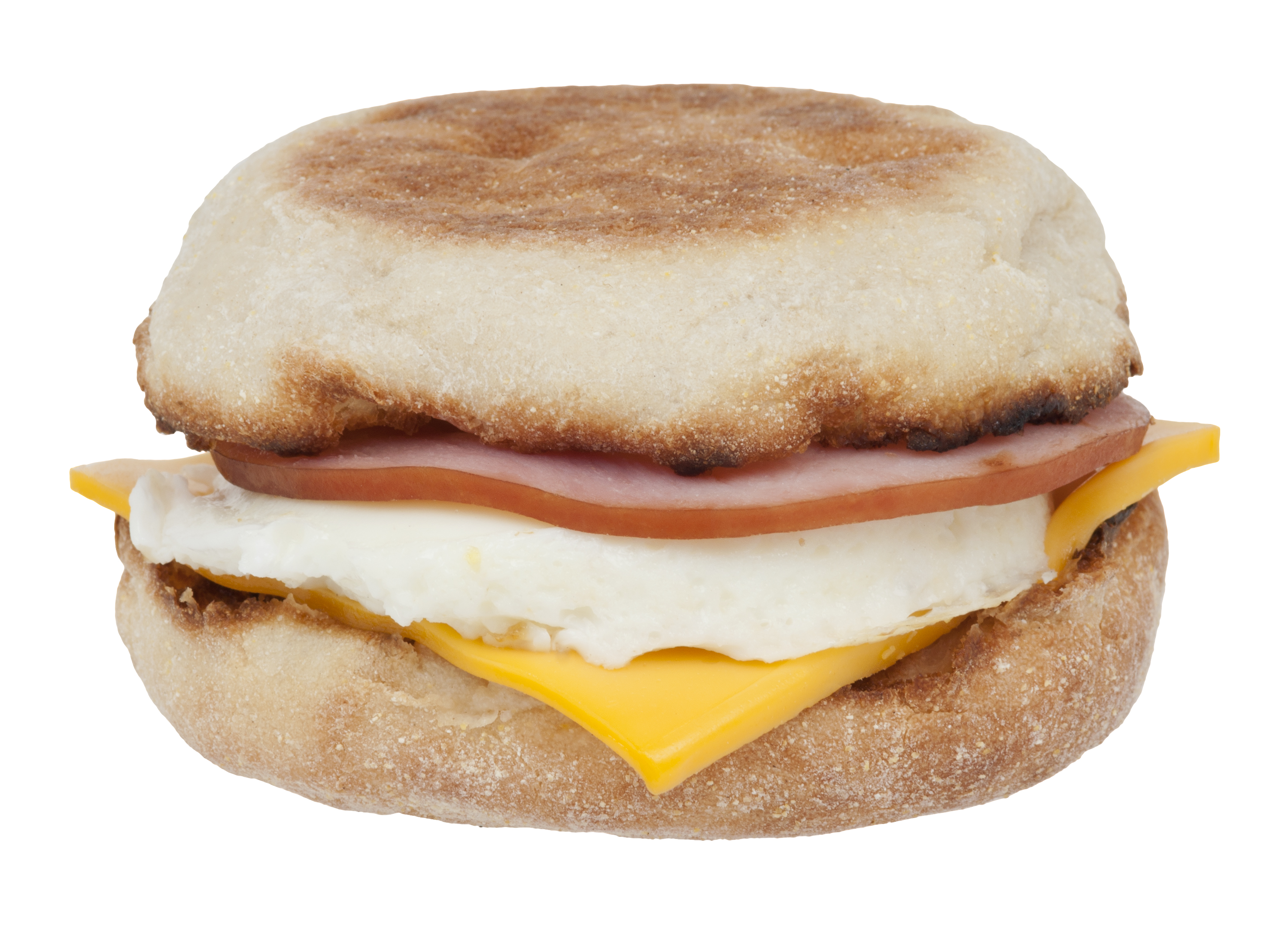
エッグマックマフィン

マックマフィン（英称：McMuffin）は、ファーストフードチェーンのマクドナルドが販売しているハンバーガーである。日本では朝マックとして販売されている。
本ページでは、「ソーセージマフィン」、「ソーセージエッグマフィン」、「エッグマックマフィン」、「チキンエッグマフィン」、「ツナマフィン」についても取り扱う。

## 概要
1960年代にハーブ・ピーターソンによりエッグベネディクトを元にして発明され、1972年に発売された。アメリカでは1970年代には全営業時間で販売されていたが、現在はブレックファストメニューとなっている。
日本では1979年（昭和54年）10月にエッグマフィン（現在のエッグマックマフィン）が発売され、1985年（昭和60年）以降は朝マックのみの販売となっている。

## メニュー
日本で現在常時販売されているものは下記の5種類である。
- ソーセージマフィン（Sausage McMuffin）- ソーセージパティとチーズに挟んだバーガー。1984年（日本では1986年）に発売された。
- ソーセージエッグマフィン（Sausage McMuffin with Egg）- ソーセージマフィンにエッグを加えたバーガー。1984年（日本では1986年）に発売された。
- エッグマックマフィン（Egg McMuffin）- エッグとカナディアン・ベーコンを挟んだバーガー[2]。
- チキンマックマフィン - チキンパティとレタスを挟んだバーガー。日本独自のメニュー。
- メガマフィン - 詳細はメガマック#メガマフィンを参照。日本独自のメニュー。

以下は販売終了、もしくは日本国外のみの販売。
- ツナマフィン - パティにツナを使用。日本独自のメニューだが、既に販売終了している。
- サラダマリネマフィン - 日本独自のメニュー。2012年5月末に販売終了。
- チキンエッグマフィン（Chicken McMuffin with Egg）- チキンパティに、ケチャップとマイルドな辛みのイエローマスタードソースを加えたバーガー。ハンガリーでは定番のブレックファストメニューとなっている[3]。
- ウェスタンオムレツマフィン（Western Omelette McMuffin）- 1990年から1992年にかけてアメリカで販売されていたバーガー。カナダでは1984年から2007年まで、オムレツマフィン（Omelette McMuffin）という名で販売されていた。日本では2014年にスパニッシュオムレツマフィンとして販売された。
- ベーコンエッグマフィン（Bacon and Egg McMuffin、アメリカ・カナダ） - 1972年の発売当初からあるメニュー。ハムの代わりにベーコンを使用している。
- エッグホワイトデライト（Egg White Delight）- エッグの代わりに白いエッグを入れ、アメリカンチーズの代わりにチェダーチーズを入れている[4]。
- ソーセージマフィンTS（McMuffin Sausage TS） - ソーセージマフィンにトマト、レタスを入れたドイツ限定のバーガー[5]。
- チキン・ベーコンエッグマフィン（McMuffin Chicken & Bacon） - チキンエッグマフィンとベーコンエッグマフィンをミックスしたドイツ限定のバーガー[5]。
- マッシブマックマフィン（Massive McMuffin） - ソーセージマフィンを2枚挟んだニュージーランド限定のバーガー[6]。
- ベグマックマフィン（Veg McMuffin）- エッグを使用しないベジタリアン向けのバーガー。インド限定[7]。

## 広報活動
オーストラリアでは、マック・オーストラリアがthe Footy Burger（現在のクォーターパウンダー）、Mini Footy Burger（現在のダブルチーズバーガー）、マッシブマックマフィン（隣国のニュージーランドから）と共に上陸したのに伴い、オーストラリアン・フットボール・リーグ（AFL）とナショナルラグビーリーグ（NRL）の1998年シーズンにマッシブマックマフィンをスポンサーとした。オーストラリアの店舗では、マッシブマックマフィンが、現在でも他のブレックファストメニューより人気がある。
フィリピンでは毎年、ナショナル・ブレックファストデー（National Breakfast Day）になると、朝6時から先着100名限定でマックコーヒーと共にマックマフィンの無料サービスをやっている。